# علی جیلان
علی جیلان (انگلیسی: Ali Ceylan؛ زادهٔ ۱۷ ژوئن ۱۹۹۸) بازیکن فوتبال اهل آلمان است.
از باشگاه‌هایی که در آن بازی کرده‌است می‌توان به باشگاه فوتبال اس‌سی فورتونا کلن اشاره کرد.